# Георгіївський собор (Стамбул)
Собор Святого Георгія (Юрія) (грец. Καθεδρικός Ναὸς τοῦ Ἅγίου Γεωργίου; тур. Aya Yorgi Kilisesi) в Стамбулі — православний кафедральний собор імені великомученика Юрія (Георгія) Змієборця, з 1601 року — резиденція Константинопольського Патріарха. Розміщений в стамбульському районі Фенері. Храм є тринавною базилікою, має скромний зовнішній вигляд, однак багато прикрашений всередині.

## Історія

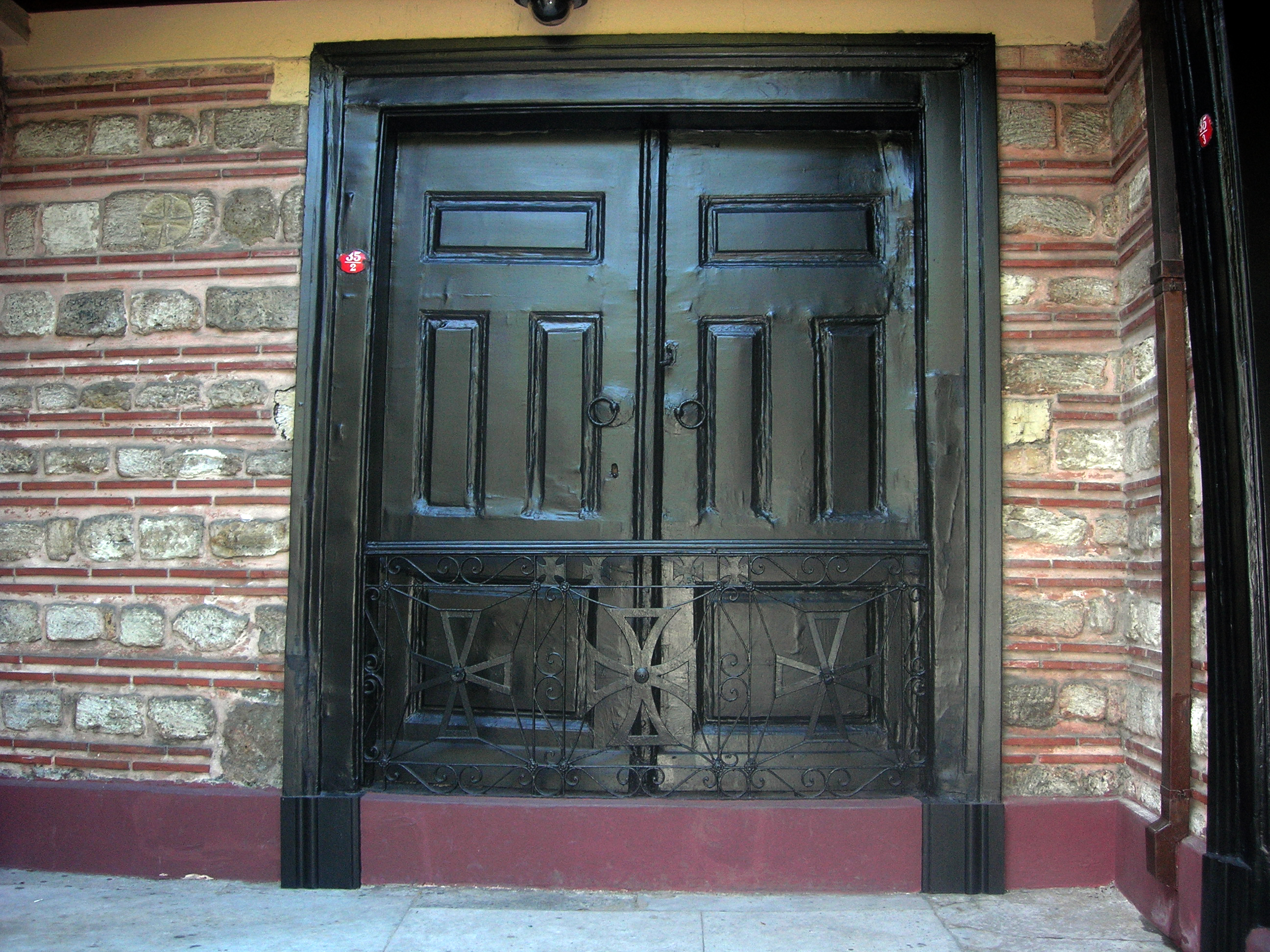
Запечатані з Грецької революції 1821 ворота Патріарха Григорія V; прохід у двір храму — ліворуч

Після падіння Константинополя 1453 року центром православного життя міста в XVI столітті став район Фанар, куди наприкінці століття була перенесена резиденція Патріарха.
У 1601 році Патріарх Матвій II обрав своєю новою резиденцією замість храму св. Димитрія у Дерев'яних воріт (нині тур. Aya Dimitri Rum Ortodoks Kilisesi, Kırk Ambar Sok. No. 12, Ayvansaray) храм Святого Георгія, який був до того жіночим монастирем. Після цього церква була реконструйована ще багато разів так, що від її колишнього вигляду майже нічого не залишилося.
У 1614 році при Патріархові Тимофієві II собор реконструювали та розширили. При Каллініці II знову проведена реконструкція. На початку XVIII століття (рік точно невідомий) в соборі сталася сильна пожежа. У 1720 році Патріарх Ієремія III почав реставраційні роботи, які продовжилися і патріархом Паїсієм II.
Нова велика пожежа в 1738 році завдала серйозної шкоди церкві. Тільки в 1797 році Патріарх Григорій V почав реставрацію, внаслідок якої церква отримала свій нинішній вигляд. Патріарх Григорій VI (1835—1840) вніс нові зміни в будівлю храму та збільшив його висоту. Остання велика реконструкція була проведена Патріархом Іоакимом III.
У 1941 році будівлі патріархії поблизу храму були знищені пожежею і з політичних причин не відновлювалися до середини 1980-х. У другій половині 1980-х при Патріархові Димитрії споруджений новий комплекс адміністративних будівель, а на початку 1990-х, при Патріархові Варфоломії, проведений ремонт та прикрашення храму — значною мірою на кошти грецького промисловця Панайотіса Ангелопулоса.

## Святині

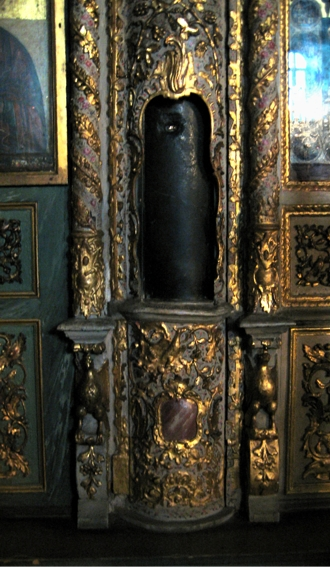
Стовп бичування

Праворуч від іконостасу — частина колони (стовп бичування) з Єрусалиму із залишками кільця, до якого, за переказами, був прив'язаний під час бичування Ісус Христос.
Серед особливо шанованих ікон — образ «Панагія Фанеромені» в срібро-позолоченій ризі з Росії біля північної стіни та мозаїчна «Панагія Паммакарістос» у південній, яка походить з колишнього храму Богородиці Паммакарісти.
Біля північної стіни храму встановлені ковчеги з частинками мощей Григорія Богослова та Івана Золотоустого, вивезених з Константинополя під час Четвертого хрестового походу в 1204 і в 2004 за розпорядженням папи Римського Івана Павла II повернених Патріархату. З південного боку храму покояться останки Святої Євфимії (пам'ять в Константинопольській церкви — 11 липня і 16 вересня), Соломонії — матері мучеників Макавеїв та святої цариці Феофанії.